# 1781

## Esdeveniments
- 7 de gener, Mobile, Florida Occidental: les tropes espanyoles vencen a les britàniques en la batalla de Mobile en el context de la Guerra d'Independència dels Estats Units.
- 17 de gener, Cowpens, Carolina del Sud, EUA): Els americans guanyen la batalla de Cowpens durant la Campanya de les Carolines, a la Guerra d'Independència dels Estats Units.
- 13 de març, Bath, Anglaterra: William Herschel descobreix el planeta Urà.
- 8 de maig, Pensacola, Florida Oriental: els espanyols vencen en la Batalla de Pensacola que acabarà amb la reconquesta de Les Florides.
- 4 de setembre Los Angeles, Califòrnia, Imperi Espanyol: un grup de 44 colons espanyols funden la ciutat amb el nom de El Pueblo de Nuestra Señora la Reina de los Ángeles de Porciúncula.
- 5 de setembre, Yorktown, Virgínia, EUA: L'armada francesa guanya la Batalla naval de Chesapeake, durant la campanya de Yorktown, a la Guerra d'Independència dels Estats Units.[1]
- 19 d'octubre, Yorktown (Virgínia): els ianquis obtenen una decisiva victòria en la Batalla de Yorktown que fou per la rendició de la Gran Bretanya en la Guerra d'Independència dels Estats Units.[2]
- El fortí Fort Arnala va ser assetjat pel general britànic Goddard durant la guerra Maratha.

## Naixements
Països Catalans
- 1 de juny - Sencelles: Francinaina Cirer i Carbonell, beata mallorquina (m. 1855).
- 5 de novembre - Vilafranca del Penedès: Maria Ràfols i Bruna, religiosa (m. 1853)

Resta del món
- 17 de febrer - Quimper, França: René Laennec, metge i científic bretó, inventor de l'estetoscopi (m. 1826).
- 4 de maig - Weissenfels: Carl Gotthelf Glaeser, músic prussià (m. 1829).
- 8 de maig: Pedro de Sousa Holstein, marquès de Palmela, primer ministre de Portugal (m. 1850).
- 9 de juny - Wylam, Northumberland, Anglaterra: George Stephenson, enginyer, inventor de la locomotora (m. 1848).[3]
- 21 de juny - Pithiviers (França): Siméon Denis Poisson, matemàtic i físicfrancès (m. 1840).[4]
- 6 de juliol -Port Morant, Jamaica: Sir Thomas Stamford Raffles, polític i naturalista britànic, més conegut per la fundació de la ciutat de Singapur (m. 1826).[5]
- 5 d'octubre:
  - Praga: Bernard Bolzano, matemàtic (m. 1848).[6]
  - - Langres, Haute-Marne, Regne de França: Denis Diderot, escriptor i filòsof enciclopedista francès (m. 1784).[7]
- Madrid: Andrés Rosquellas, violinista i compositor espanyol del Classicisme.

## Necrològiques
Països Catalans
- 15 de febrer - Ollers, Vilademuls (Pla de l'Estany): Baldiri Reixac i Carbó, pedagog i religiós català.

Resta del món
- 4 de novembre - Venècia: Faustina Bordoni, mezzosoprano italiana, una de les primeres grans prime donne (n. 1697).[8]
- 16 de desembre - Gdańsk, Polònia: Georg Simon Löhlein, pianista, violinista, professor de música, director d'orquestra i compositor.
- Sant Petersburg - Imperi Rus: Paisible, compositor i violinista francès.
- Verona: Giovanni Battista Giuseppe Biancolini, cronista i músic.